# Helena Angelina Ducena
Helena Angelina Ducena (c. 1242 – 1271) foi rainha da Sicília como a segunda esposa do rei Manfredo. Era filha de Miguel II Comneno Ducas, déspota do Épiro, e Teodora Petralifena. Seu casamento foi uma expressão da aliança de seu pai e do governante da Sicília contra o crescente poder do Império de Niceia.

## Casamento

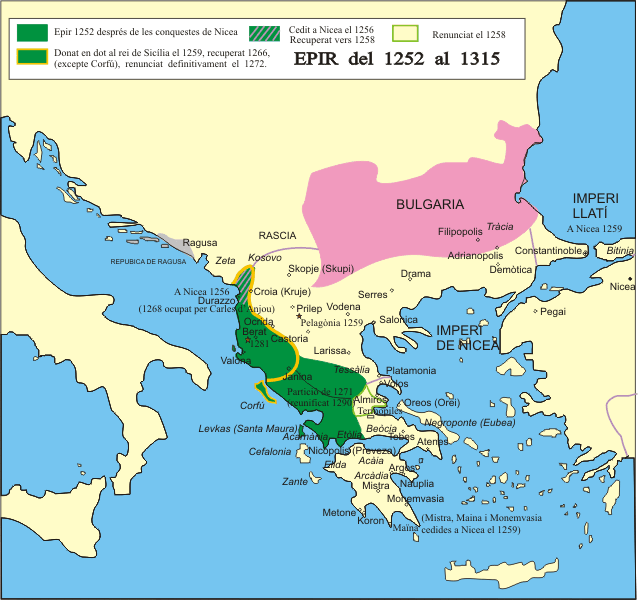
Dote da rainha Helena

Casou-se com Manfredo da Sicília em 2 de junho de 1259, após a morte de sua primeira esposa Beatriz de Saboia em 1257 e sua própria ascensão ao trono em 10 de agosto de 1258. D. J. Geanakoplos observa que este casamento foi surpreendente, considerando que Frederico II, o pai de Manfredo, tinha estado em uma aliança com João III Ducas Vatatzes, o falecido governante do Império de Niceia, mas "deve-se considerar que a conquista do Império Bizantino foi um objetivo tradicional normando por quase um século, e que Manfredo estava agora em uma posição forte o suficiente na Itália para descartar a aliança de seu pai e olhar para aqueles que poderiam ajudá-lo em suas ambições de dominação dos Balcãs." Poucos detalhes de como esse casamento foi arranjado chegaram até nós. "Seria interessante", observa Geanakoplos, "saber quem tomou a iniciativa de promover a aliança matrimonial; se o casamento de Manfredo precedeu o de Guilherme da Acaia com Ana, outra filha de Miguel II; e, o mais importante, se as posses de Manfredo no Epiro foram garantidas por Miguel II, na verdade, como resultado de conquista ou como dote."
Manfredo capturou Dirráquio e seus arredores nos dois anos seguintes. Miguel II ainda tinha uma reivindicação territorial na cidade, mas na época estava se preparando para cercar Tessalônica. O dote de Helena incluía todos os direitos sobre Dirráquio e seus arredores, juntamente com a ilha de Corfu. Corfu foi o único ganho territorial claro para Manfredo.

## Prisão
Manfredo foi morto na Batalha de Benevento em 26 de fevereiro de 1266 enquanto lutava contra seu rival e sucessor Carlos I da Sicília. Este capturou Helena e aprisionou-a. Ela viveu cinco anos depois em cativeiro no castelo de Nocera Inferiore, onde morreu em 1271.

## Descendência
Helena e Manfredo tiveram cinco filhos:
- Beatriz da Sicília (c. 1260 – falecida depois de 1307); presa em Castel del Monte até ser libertada, mais tarde casou-se com Manfredo IV de Saluzzo.
- Frederico da Sicília (c. 1259 – mencionado vivo pela última vez em 1312), primeiro preso em Castel del Monte, e a partir de 1299 em Castel dell'Ovo. Escapou da prisão e fugiu para a Alemanha, passando um tempo em várias cortes européias antes de morrer no Egito.[5]
- Henrique da Sicília (maio de 1262 – 31 de outubro de 1318), primeiro preso em Castel del Monte, e a partir de 1299 em Castel dell'Ovo. Foi o último membro da dinastia de Hohenstaufen.[6]
- Enzo da Sicília (c. 1261 – c. 1301), primeiro preso em Castel del Monte, e a partir de 1299 em Castel dell'Ovo.